# Kalna (Pologne)
Pour les articles homonymes, voir Kalna.
Kalna est une localité polonaise de la gmina de Buczkowice, située dans le powiat de Bielsko-Biała en voïvodie de Silésie.